# Окунёвка (верхний приток Васюгана)
Окунёвка — небольшая река в России, протекает по Каргасокскому району Томской области. Впадает слева в реку Васюган. Устье Окунёвки находится в 579 км вверх по течению от устья Васюгана, юго-западнее села Новый Васюган. Длина реки составляет 11 км.

## Данные водного реестра
По данным государственного водного реестра России относится к Верхнеобскому бассейновому округу, водохозяйственный участок реки — Васюган, речной подбассейн реки — Васюган. Речной бассейн реки — (Верхняя) Обь до впадения Иртыша.